# Norape nigrovenosa
Norape nigrovenosa is een vlinder uit de familie van de Megalopygidae. De wetenschappelijke naam van de soort is voor het eerst geldig gepubliceerd in 1906 door Druce.